# Chapalmalania altaefrontis
Il chapalmalania (Chapalmalania altaefrontis) è un mammifero carnivoro estinto, appartenente alla famiglia dei procionidi, ma di aspetto simile a quello del panda gigante (Ailuropoda melanoleuca). Visse durante il Pliocene medio (circa 3,5 milioni di anni fa). I suoi resti sono stati ritrovati in Argentina.

## Un procione-orso
I procionidi furono tra i primi mammiferi placentali a invadere il Sudamerica durante il Grande scambio americano, avvenuto con il riformarsi dell'istmo di Panama, e diedero origine a una rapida radiazione evolutiva (ad es. Cyonasua). Il chapalmalania è un esempio di come questi carnivori si svilupparono nel giro di pochi milioni di anni, dando origine a forme notevolmente specializzate. Era un animale di grandi dimensioni, lungo circa due metri e alto un metro; i paleontologi che per primi rinvennero i suoi resti li scambiarono per quelli di un orso, da tanto erano grandi. Il corpo era piuttosto massiccio, così come il cranio, che era di struttura intermedia tra quella di un lupo e quella di un orso. La dentatura era completa, con incisivi curvati, canini corti e robusti e molari dalla superficie masticatoria adatta a triturare. È probabile che questo animale usufruisse di una dieta molto varia, che comprendeva piante, uova, pesci, frutta, insetti e anche carogne. La somiglianza con l'odierno panda gigante era davvero notevole, e costituisce un ottimo esempio di evoluzione parallela o convergenza adattativa.